# Orlivka, Țarîceanka
Orlivka (în ucraineană Орлівка) este un sat în comuna Leașkivka din raionul Țarîceanka, regiunea Dnipropetrovsk, Ucraina.

## Demografie
Componența lingvistică a localității Orlivka
     Ucraineană (87,54%)
     Rusă (10,22%)
Conform recensământului din 2001, majoritatea populației localității Orlivka era vorbitoare de ucraineană (87,54%), existând în minoritate și vorbitori de rusă (10,22%).